# گربه‌مار سری‌لانکا
گربه‌مار سری‌لانکا Boiga ceylonensis (مار گربه‌ای سری‌لانکا) گونه‌ای از قمچه‌مارهای شبگرد درختی، نیمه‌زهری، با نیش عقبی و بومی سریلانکا است.
این یک گونه بومی سری‌لانکا است. پیش از این تصور می‌شد که در گات غربی هند رخ می‌دهد، اما توسط مطالعات اخیر دروغ‌سازی شده‌است.